# Gidle (gromada)
Gidle – dawna gromada, czyli najmniejsza jednostka podziału terytorialnego Polskiej Rzeczypospolitej Ludowej w latach 1954–1972.
Gromady, z gromadzkimi radami narodowymi (GRN) jako organami władzy najniższego stopnia na wsi, funkcjonowały od reformy reorganizującej administrację wiejską przeprowadzonej jesienią 1954 do momentu ich zniesienia z dniem 1 stycznia 1973, tym samym wypierając organizację gminną w latach 1954–1972.
Gromadę Gidle siedzibą GRN w Gidlach utworzono – jako jedną z 8759 gromad na obszarze Polski – w powiecie radomszczańskim w woj. łódzkim, na mocy uchwały nr 36/54 WRN w Łodzi z dnia 4 października 1954. W skład jednostki weszły obszary dotychczasowych gromad Gidle, Górka, Skrzypiec, Stęszów i Ruda ze zniesionej gminy Gidle w tymże powiecie. Dla gromady ustalono 22 członków gromadzkiej rady narodowej.
1 stycznia 1958 do gromady Gidle przyłączono wieś Wojnowice, kolonię Wojnowice i parcelację Wojnowice z gromady Ciężkowice w tymże powiecie, główną część zniesionej gromady Włynice (wieś Włynice, wieś Ojrzeń, wieś Budy, parcelacja Włynice, wieś Chrostowa, wieś Huby Kotfińskie, przysiółek Nadolnik, wieś Kotfin, kolonia Kotfin i parcelacja Kotfin) oraz wieś Borowa i osadę leśną Borowa ze zniesionej gromady Piaski.
1 stycznia 1958 do gromady Garnek przyłączono wieś Kajetanowice i wieś Piaski ze zniesionej gromady Piaski.
Gromada przetrwała do końca 1972 roku, czyli do kolejnej reformy gminnej. 1 stycznia 1973 w powiecie radomszczańskim reaktywowano gminę Gidle.